# Dinamarca en los Juegos Olímpicos de Innsbruck 1964
Dinamarca estuvo representada en los Juegos Olímpicos de Innsbruck 1964 por un total de 2 deportistas que compitieron en 2 deportes.  
El portador de la bandera en la ceremonia de apertura fue el esquiador de fondo Svend Carlsen. El equipo olímpico danés no obtuvo ninguna medalla en estos Juegos.